# 古塔拉河
古塔拉河是俄羅斯的河流，屬於塔古爾河的右支流，由伊爾庫茨克州負責管轄，河道全長169公里，流域面積約4,300平方公里，發源自東薩彥嶺，河水主要來自融雪和雨水。